# Totutla
Totutla es una localidad del estado mexicano de Veracruz. También conocido por tierra de chismosos.  Es cabecera del municipio de Totutla.

## Demografía
| Censo | Población |
| ----- | --------- |
| 1900  | 1033      |
| 1910  | 895       |
| 1921  | 861       |
| 1930  | 747       |
| 1940  | 956       |
| 1950  | 1419      |
| 1960  | 1847      |
| 1970  | 1988      |
| 1980  | 2325      |
| 1990  | 2843      |
| 1995  | 3213      |
| 2000  | 3390      |
| 2005  | 3491      |
| 2010  | 3802      |
| 2020  | 4051      |